# Gelidocalamus
Gelidocalamus là một chi thực vật có hoa trong họ Hòa thảo (Poaceae).

## Loài
Chi Gelidocalamus gồm các loài: